# 周伯榮
周伯榮，男，安徽金寨縣人，中共黨员，中國人民解放軍海軍少將军衔。

## 生平
首仼駐港解放軍副司令員、駐港解放軍首批先遣人员指挥官兼先遣组组长，其后仼解放军海军副参谋长等。